# Royal Bhutan Army Air Wing
Il Royal Bhutan Army Air Wing, tradotto letteralmente dalla lingua inglese come Stormo aereo del Reale esercito bhutanese, è l'attuale aeronautica militare del Bhutan, componente aerea del Royal Bhutan Army, l'esercito bhutanese.
Istituito successivamente alla fondazione dell'esercito, nel 1950, rappresenta una piccola forza di interposizione tra le superpotenze Cina ed India.
L'Air Wing per l'assistenza durante le operazioni aeree si appoggia all'Eastern Air Command della Bhāratīya Vāyu Senā. Negli ultimi anni l'India ha contribuito ad avviare Bhutan a sviluppare le sue forze militari in tutti i settori attraverso donazioni e l'addestramento del proprio personale militare.

## Aeromobili in uso
Sezione aggiornata annualmente in base al World Air Force di Flightglobal del corrente anno. Tale dossier non contempla UAV, aerei da trasporto VIP ed eventuali incidenti accorsi durante l'anno della sua pubblicazione. Modifiche giornaliere o mensili che potrebbero portare a discordanze nel tipo di modelli in servizio e nel loro numero rispetto a WAF, vengono apportate in base a siti specializzati, periodici mensili e bimestrali. Tali modifiche vengono apportate onde rendere quanto più aggiornata la tabella.
| Aeromobile   | Origine          | Tipo               | Versione (denominazione locale) | In servizio (2024) | Note |
| Mil Mi-8 Hip | Unione Sovietica | elicottero utility | Mi-8                            | 2                  |      |